# Freestyle Motocross
Freestyle Motocross (též FMX) je druh motocyklového sportu, přesněji motokrosu, kde závodníci provádějí se svými motocykly kaskadérské skoky a triky, aby získali od rozhodčích co nejlepší bodové ohodnocení. Jedná se o poměrně dost nebezpečný sport, při němž často dochází ke zranění soutěžících. V České republice se závody jezdí většinou v uzavřených halách, kde jsou uměle vytvořeny skoky. Motorky jsou speciálně upraveny, aby se daly ve vzduchu dobře chytit.

## Závody
- FMX Gladiator Games – freestyle motokrosová show, odehrává se každoročně v O2 areně v Praze.
- Night of the jumps – je nejstarším a nejúspěšnějším sériovým závodem FMX v Evropě.[zdroj⁠?!] Jedná se o mistrovství světa ve freestyle motokrosu. V posledních letech navštívilo tyto závody víc než milion diváků.

## Známí jezdci
- Petr Kuchař – závodník, kaskadér, freestyle závodník přivedl roku 2000 freestyle motokros i do České republiky, vícenásobný mistr České republiky v motokrosu, superkrosu a ve freestyle motokrosu.

- Travis Pastrana – tzv. král freestyle motokrosu. Položil základy freestyle motokrosu a vymyslel většinu skoků. S freestyle motokrosem začal jako čtrnáctiletý. Jako první na světě dokázal skočit dvojité salto vzad (double backflip). Vícenásobný vítěz X-Games, superkrosu, motokrosu.

## Nejúspěšnější jezdci České republiky
| Jezdec       | Národnost | Narozen | FMX jezdí od | Největší úspěchy                                             |
| ------------ | --------- | ------- | ------------ | ------------------------------------------------------------ |
| Libor Podmol | CZE       | 1984    | 2002         | Mistr světa ve FMX a medaile z X-Games                       |
| Petr Pilát   | CZE       | 1991    | 2001         | Ve své době nejmladší, kdo skočil Backflip                   |
| Petr Kuchař  | CZE       | 1971    | 2000         | Několikanásobný mistr České republiky ve Freestyle motokrosu |
| Martin Koreň | CZE       | 1982    | 2002         | 5. místo World Cup Monster Jumps Německo                     |